# Barbie en un Cuento de Navidad
Barbie in a Christmas Carol o Barbie en un Cuento de Navidad en Hispanoamérica es una película de 2008 de Barbie directa a vídeo. Fue un lanzamiento limitado en Kidtoon Films el 1 de noviembre de 2008. Esta es otra película narrada por Barbie a su hermana Kelly desde Barbie Cascanueces.

## Trama
En Nochebuena, Kelly no quiere ir a un baile de caridad la víspera de Navidad, así que Barbie le cuenta la historia de Eden Starling, una glamurosa cantante en la Inglaterra victoriana y propietaria de un teatro. Sin embargo, Eden es egoísta y solo se quiere a sí misma. Disfruta de la compañía de su presumido gato, Chuzzlewit. No cree en la Navidad y les ordena a todos sus empleados trabajar el día de Navidad amenazándolos que si hablan de la Navidad o si van a casa a celebrarla serán despedidos. 
Los empleados de Eden, Freddy, Ann, Nan, Maurice, y la diseñadora de vestuario Catherine, están decepcionados al escuchar la noticia. Catherine Beadnell, como la mejor amiga de Eden, trata de convencerla de lo contrario, pero no tiene éxito. Esa noche, Eden recibe la visita del espíritu de su difunta tía Marie, quien carga cadenas y espejos como castigo a la forma cruel que ella educó a Eden y que Eden sufrirá un destino similar, así que tiene la intención de enviar a tres espíritus para ver a Eden. Los tres espíritus convencerán a Eden de cambiar su vida, cada una mostrando a Eden su pasado, su presente y su futuro. 
En el pasado de Eden, la tía Marie era muy estricta. Insistió en que Eden practicara cantando y tocando el piano sin darle la oportunidad de tomar un descanso en Navidad. En secreto, Eden fue a la casa de su querida amiga Catherine para celebrar la Navidad. Allí cantaron juntas. Pero la tía Marie llegó y prohibió a Eden celebrar la Navidad después de eso, no queriendo ver esos recuerdos otra vez, ella le pidió al espíritu de la Navidad pasada que la regresara a su habitación. 
Mientras tanto, el espíritu de la Navidad del presente le muestra a Eden, a sus empleados burlándose de ella a sus espaldas y que Catherine es una persona realmente generosa; regala ropa a los huérfanos. Eden es tocada por este punto de vista y se preocupa cuando descubre que cerrarán el orfanato por falta de recursos para mantenerlo. 
Por último, el espíritu de la Navidad futura le muestra a Eden la opción de vida más sombría. Eden ha perdido su fama y llega a ser tan pobre, que incluso la cena de Chuzzlewit (es una rata) se le escapa. Más tarde se encuentra con Catherine, que se ha convertido en una diseñadora rica y famosa, e igual que Eden, arrogante y engreída.
Eden despierta de sus sueños como una persona cambiada. Decide dejar que sus empleados tengan un día de fiesta y apadrina a todo el orfanato. A través de sus buenas obras, Eden, en última instancia, aprende a mantener el espíritu de la Navidad todos los días del año, mientras de una bola de nieve salen las tres hadas espíritus (del pasado, el presente y el futuro) y el fantasma de su tía Marie (que ya no está encadenada), la miran felices partir con su amiga a Catherine a disfrutar de una agradable cena navideña.  
A través de estos viajes, Eden es capaz de cambiar su vida y aprende a ayudar y amar a los demás. 
Kelly cambia de opinión acerca de la Navidad después de escuchar las historias de Barbie. Decide ir a la fiesta de caridad al mismo tiempo que Nikki, la amiga de Barbie, entra en la habitación.

## Reparto
| Personajes                      | Voz Original Estados Unidos   | Doblaje en Latinoamérica             | Doblaje en España     | Doblaje en Japón        |                        |                     |
| ------------------------------- | ----------------------------- | ------------------------------------ | --------------------- | ----------------------- | ---------------------- | ------------------- |
| Barbie                          | Kelly Sheridan                | Melanie Henríquez                    | Mar Bordallo          | Yumi Kakazu             |                        |                     |
| Kelly/ Tammy                    | Amelia Henderson              | Anabella Silva                       | Cristina Yuste        | Kana Ichinose           |                        |                     |
| Eden                            | Diálogos: Morwenna Banks      | Diálogos: Melanie Henríquez          | Mar Bordallo          |                         |                        |                     |
| Eden                            | Canciones: Melissa Lyons      | Canciones: Anna Rosa Rodríguez       | Mar Bordallo          |                         |                        |                     |
| Eden                            | Joven: Prudence Edwards       | Joven: Melanie Henríquez             | Mar Bordallo          |                         |                        |                     |
| Eden                            | Canciones joven: Leanne Araya | Canciones joven: Anna Rosa Rodríguez | Mar Bordallo          | Diálogos: Chigusa Ikeda | Canciones: Nana Kitade | Joven: Sayaka Kanda |
| Chuzzlewit                      | Kathleen Barr                 | Kathleen Barr                        | Kathleen Barr         |                         |                        |                     |
| Catherine                       | Kandyse McClure               | María José Estévez                   | Inés Blázquez         | Eri Kitamura            | Canciones:Sayaka Kanda |                     |
| Nikky                           | Kandyse McClure               | María José Estévez                   |                       |                         |                        |                     |
| Freddy                          | Diálogos: Luke Smith          | Diálogos: Johnny Torres              | José Manuel Rodríguez | Kenyū Horiuchi          |                        |                     |
| Freddy                          | Canciones: Anthony Fett       | Canciones: Luis Miguel Pérez         | José Manuel Rodríguez | Junji Majima            |                        |                     |
| Maurice                         | Diálogos: Fabrice Grover      | Diálogos y canciones: Jesús Nunes    | Álex Saudinós         |                         |                        |                     |
| Maurice                         | Canciones: Tim Fett           | Diálogos y canciones: Jesús Nunes    | Álex Saudinós         |                         |                        |                     |
| Ann                             | Shannon Chan-Kent             | Leisha Medina                        | Sandra Jara           |                         |                        |                     |
| Nan                             | Shannon Chan-Kent             | Leisha Medina                        | Sandra Jara           |                         |                        |                     |
| Hada de las Navidades Pasadas   | Diálogos: Tabitha St. Germain | Diálogos: Lileana Chacón             | Chelo Vivares         |                         |                        |                     |
| Hada de las Navidades Pasadas   | Canciones: Leanne Araya       | Canciones: Ruth Pérez                | Chelo Vivares         |                         |                        |                     |
| Hada de las Navidades Presentes | Kathleen Barr                 | Rebeca Aponte                        |                       |                         |                        |                     |
| Hada de las Navidades Futuras   | Gwynyth Walsh                 | Elena Díaz Toledo                    |                       |                         |                        |                     |
| Tía Marie                       | Pam Hyatt                     | Isabel Vara                          | María Julia Díaz      |                         |                        |                     |

## Equivalencia de algunos personajes
|+ Paralelismo 
|-
! Perslonaje de la película  !! Personaje del libro 
|-
| Eden  || Evenezer Scrooge
|-
| Tía Marie || El espectro de Marley
|-
| Catherine  || Bob Cratchi y Fred 
|-
| Tamy  || Tiny Tim 
|-
| Las tres hadas del Pasado, el Presente y el Futuro  || No cambian su rol con los tres fantasmas, salvo en el del futuro que no le muestra a Eden su futuro, sino las consecuencias de sus actos en vida.
|-
| Compañeros de trabajo de Catherine || Amigos de Fred 
|}

## Adaptación
La versión en libro de la historia fue escrita por Mary Man-Kong y publicada por Golden Books. Su historia está basada en el libro A Christmas Carol, de Charles Dickens, y ese es el título de la película en inglés.

## Ventas
La película fue lanzada el 4 de noviembre de 2008 y recaudó 4.453.567 dólares en el mercado estadounidense.